# 魯帕-魯帕區

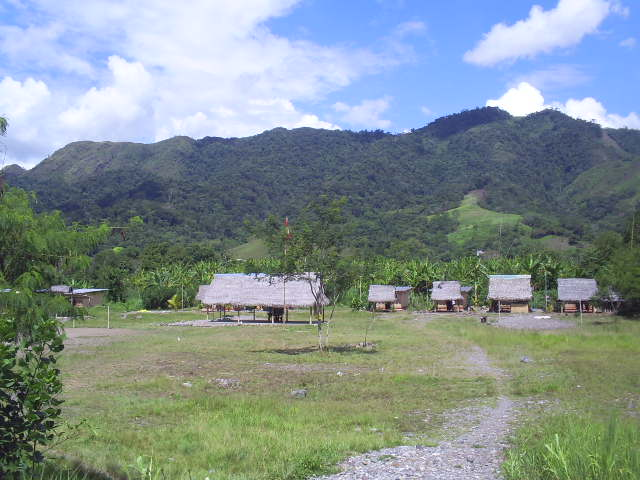

9°17′46″S 75°59′57″W / 9.2960°S 75.9991°W
魯帕-魯帕區（西班牙語：Distrito de Rupa-Rupa），是秘魯的一個區，位於該國中部瓦努科大區的萊昂西奧帕拉多省，始建於1946年4月9日，面積428.6平方公里，海拔高度649米，2005年人口52,463，人口密度每平方公里120人。